# Omar Turro Moya
Omar Turro Moya, noto anche come Omar Turro e Omar Moya (Guantánamo, 27 dicembre 1965), è un ex atleta paralimpico cubano ipovedente.

## Biografia
Omar Turro Moya Ha partecipato a due edizioni dei Giochi paralimpici estivi: nel 1992 a Barcellona, dove ha ottenuto tre medaglie (argento nei 100, bronzo nei 200 e oro nei 400 metri piani; ad Atlanta nel 1996, dove ha ottenuto un quarto posto e due ori, nelle stesse specialità.
Nelle edizioni dei Giochi per disabili della vista che si sono tenute in varie città del continente americano, l'atleta ha partecipato a moltissime gare, nelle più disparate discipline atletiche, cogliendo sempre vittorie e medaglie; a livello mondiale, a Berlino nel 1994 ha confermato le sue doti di velocista, conquistando un duplice oro nei 200 e 400 metri.
È sposato con la discobola ipovedente cubana Liudis Massó Beliser e hanno due figli.

## Palmarès
| Anno | Manifestazione              | Sede              | Evento                    | Risultato | Prestazione | Note            |
| ---- | --------------------------- | ----------------- | ------------------------- | --------- | ----------- | --------------- |
| 1989 | Giochi latinoamericani      | Venezuela         | 100 m piani B2            | Bronzo    | 11"70       |                 |
| 1989 | Giochi latinoamericani      | Venezuela         | 200 m piani B2            | Bronzo    | 43"45       |                 |
| 1989 | Giochi latinoamericani      | Venezuela         | 400 m piani B2            | Oro       | 52"05       |                 |
| 1989 | Giochi latinoamericani      | Venezuela         | 800 m piani B2            | Oro       | 2'02"       |                 |
| 1989 | Giochi latinoamericani      | Venezuela         | 1500 m piani B2           | Oro       | 4'39"       |                 |
| 1989 | Giochi latinoamericani      | Venezuela         | 5000 m piani B2           | Oro       | 17'00"      |                 |
| 1989 | Giochi latinoamericani      | Venezuela         | Salto in alto B2          | Argento   | 1,50 m      |                 |
| 1989 | Giochi latinoamericani      | Venezuela         | 4×100 m                   | Oro       |             |                 |
| 1989 | Giochi latinoamericani      | Venezuela         | 4×400 m B2                | Oro       |             |                 |
| 1991 | Giochi latinoamericani IBSA | Buenos Aires      | 100 m piani B2            | Oro       | 11"90       |                 |
| 1991 | Giochi latinoamericani IBSA | Buenos Aires      | 200 m piani B2            | Oro       | 24"0        |                 |
| 1991 | Giochi latinoamericani IBSA | Buenos Aires      | 400 m piani B2            | Oro       | 52"21       |                 |
| 1991 | Giochi latinoamericani IBSA | Buenos Aires      | 800 m piani B2            | Oro       | 2'05"       |                 |
| 1991 | Giochi latinoamericani IBSA | Buenos Aires      | 1500 m piani B2           |           | 4'04"       |                 |
| 1991 | Giochi latinoamericani IBSA | Buenos Aires      | Salto in lungo B2         | Argento   | 5,50 m      |                 |
| 1991 | Giochi latinoamericani IBSA | Buenos Aires      | Lancio del disco B2       | Oro       | 25,26 m     |                 |
| 1991 | Giochi latinoamericani IBSA | Buenos Aires      | Lancio del giavellotto B2 | Oro       | 40,06 m     |                 |
| 1991 | Giochi latinoamericani IBSA | Buenos Aires      | 4×100 m B1-B3             | Argento   |             |                 |
| 1992 | Giochi paralimpici          | Barcellona        | 100 m piani B2            | Argento   | 11"63       |                 |
| 1992 | Giochi paralimpici          | Barcellona        | 200 m piani B2            | Bronzo    | 23"45       |                 |
| 1992 | Giochi paralimpici          | Barcellona        | 400 m piani B2            | Oro       | 50"29       |                 |
| 1994 | Mondiali paralimpici        | Berlino           | 200 m piani B2            | Oro       | 23"9        | Record mondiale |
| 1994 | Mondiali paralimpici        | Berlino           | 400 m piani B2            | Oro       |             |                 |
| 1994 | Giochi latinoamericani IBSA | San Paolo         | 100 m piani B2            | Oro       | 10"80       |                 |
| 1994 | Giochi latinoamericani IBSA | San Paolo         | 200 m piani B2            | Oro       | 22"75       |                 |
| 1994 | Giochi latinoamericani IBSA | San Paolo         | 400 m piani B2            | Oro       | 50"71       |                 |
| 1994 | Giochi latinoamericani IBSA | San Paolo         | 4×100 m B1-B3             | Oro       |             |                 |
| 1994 | Giochi latinoamericani IBSA | San Paolo         | 4×400 m B1-B3             | Oro       |             |                 |
| 1995 | Parapanamericani IBSA       | Mar del Plata     | 100 m piani B1            | Argento   | 11"19       |                 |
| 1995 | Parapanamericani IBSA       | Mar del Plata     | 200 m piani B2            | Argento   |             |                 |
| 1995 | Parapanamericani IBSA       | Mar del Plata     | 400 m piani B2            | Oro       | 51"20       |                 |
| 1995 | Parapanamericani IBSA       | Mar del Plata     | 4×100 m B1-B3             | Oro       |             |                 |
| 1995 | Parapanamericani IBSA       | Mar del Plata     | 4×400 m B1-B3             | Oro       |             |                 |
| 1996 | Giochi paralimpici          | Atlanta           | 100 m piani T11           | 4º        | 11"54       |                 |
| 1996 | Giochi paralimpici          | Atlanta           | 200 m piani T11           | Oro       | 22"89       |                 |
| 1996 | Giochi paralimpici          | Atlanta           | 400 m piani T11           | Oro       | 50"02       |                 |
| 1998 | Mondiali IBSA               | Madrid            | 400 m piani T11           | Oro       | 49"22       |                 |
| 1999 | Giochi parapanamericani     | Città del Messico | 200 m piani T11           | Argento   | 23"84       |                 |
| 1999 | Giochi parapanamericani     | Città del Messico | 4×400 m T10-12            | Oro       |             |                 |

## Altre competizioni internazionali
2003
- Bronzo ai Mondiali IBSA ( Québec), 400 m piani T11 - 52"05